# Lullesjön
Lullesjön är en sjö i Hylte kommun i Småland och ingår i Nissans huvudavrinningsområde. Sjön har en area på 0,0713 kvadratkilometer och ligger 148 meter över havet.

## Delavrinningsområde
Lullesjön ingår i det delavrinningsområde (632400-135436) som SMHI kallar för Ovan VDRID = Pellojoki i Färgåns vattendragsyta. Medelhöjden är 153 meter över havet och ytan är 8,82 kvadratkilometer. Räknas de 8 avrinningsområdena uppströms in blir den ackumulerade arean 101 kvadratkilometer. Färgån (Gussboån) som avvattnar avrinningsområdet har biflödesordning 2, vilket innebär att vattnet flödar genom totalt 2 vattendrag innan det når havet efter 73 kilometer. Avrinningsområdet består mestadels av skog (73 procent). Avrinningsområdet har 0,84 kvadratkilometer vattenytor vilket ger det en sjöprocent på 9,5 procent.